# Cobleskill (village, New York)
Ne doit pas être confondu avec Cobleskill.
Cobleskill est un village du comté de Schoharie, dans l'État de New York, aux États-Unis,. En 2010, il comptait une population de 4 678 habitants.

## Démographie
Lors du recensement de 2010, le village comptait une population de 4 678 habitants, tandis qu'en 2019, elle est estimée à 4 356 habitants.